# Израильско-ямайские отношения
Израильско-ямайские отношения — двусторонние международные политические, экономические, военные, торговые, культурные и иные отношения между Израилем и Ямайкой.
В настоящее время Израиль представлен в Ямайке нерезидентным послом, который работает в Доминиканской Республике. Кроме того, в Кингстоне, столице Ямайки, работает офис израильского почётного консула.
В ноябре 2017 года послом Ямайки в Израиле был назначен Найджел Кларк.

## История
Дипломатические отношения между двумя странами были установлены в январе 1962 года.
В конце 2012 года на голосовании в ООН по вопросу о предоставлении Палестинской Администрации статуса «государства нечлена наблюдателя» Ямайка проголосовала за принятие этого решения.
В январе 2017 года впервые в истории премьер-министр Ямайки Эндрю Холнесс посетил Израиль с официальным трёхдневным визитом и встретился с израильским премьером Биньямином Нетаньяху. На встрече обсуждались проблемы водных ресурсов, сельского хозяйства и вопросы внутренней безопасности. По окончании встречи премьер Холнесс пригласил Нетаньяху посетить Ямайку с ответным визитом.
В этом же месяце Ямайка отказалась участвовать в голосовании в ЮНЕСКО по вопросу отрицания связи евреев с Храмовой горой.
На голосовании в ООН по вопросу осуждения решения США перенести своё посольство в Иерусалим, представитель Ямайки воздержался при голосовании, таким образом не осудив действия США напрямую.
В мае 2018 года Ямайка планирует закупить у израильского концерна «Авиационная промышленность» кибертренажёр для создания собственной академии кибербезопасности. Планируется, что академия будет сотрудничать с государственным и частным сектором, а также обслуживать другие государства региона.

## Евреи в Ямайке
Евреи поселились на острове после открытия его Колумбом в конце XV века. Это были в основном испанские и португальские евреи. Сегодня (2017 год) при населении в 2,7 млн жителей, на острое проживает около 300 евреев.